# مارولوو
مارولوو (به بلغاری: Marulevo) یک منطقهٔ مسکونی در بلغارستان است که در شهرستان بلاگووگراد واقع شده‌است. مارولوو ۲۵٫۹۶ کیلومتر مربع مساحت و ۵۳ نفر جمعیت دارد و ۷۵۰ متر بالاتر از سطح دریا واقع شده‌است.